# Поль Гаше
Поль-Фердинанд Гаше (фр. Paul-Ferdinand Gachet, 30 липня 1828, Лілль, Франція — 9 січня 1909 році, Овер-сюр-Уаз, Франція) — французький лікар, останній лікуючий лікар Вінсента ван Гога під час його перебування в Овер-сюр-Уаз. Також відомий як великий шанувальник мистецтва імпресіонізму і живописець-аматор. Писав картини під ім'ям «Поль ван Рейсел», тобто «Поль з Рейсела» (Рейсел — фламандська назва міста Лілля, де народився Гаше).

## Життєпис
Поль Гаше народився і виріс в Ліллі (Королівство Франції). У 1844—1845 році його сім'я переїхала в Мехелен, куди батько Гаше був відправлений, щоб приступити до роботи в новому відділі фірми, де він працював.
Вища освіта і статус бакалавра мистецтв Поль отримав в Парижі, в Сорбонні. Деякий час працював в паризьких психіатричних лікарнях Пиття-Сальпетрьер і Бісетр. Серед його вчителів був відомий французький лікар-гастроентеролог Арман Труссо.
Повернувшись в Париж, Гаше зайнявся приватною практикою. Він був особисто знайомий з Гюставом Кюрбе, Віктором Гюго, Полем Сезанном. Другом доктора був фармацевт і підприємець Анрі Нестле, засновник відомої компанії «Nestlé» по виробництву продуктів харчування. Спочатку компанія займалася виготовленням молочних сумішей для годування грудних дітей, і Гаше нерідко прописував їх своїм дітям-пацієнтам.
Коли французький художник і гравер Шарль Меріон потрапив до божевільні, Гаше проводив з ним багато часу. Він же спостерігав за одужанням Огюста Ренуара від пневмонії в 1882 році. Нарешті, він намагався відрадити Едуара Мане від ампутації ноги, проте художник наполіг на своєму, переніс важку операцію і незабаром помер. Помер Поль Гаше 9 січня 1909 року. Він був похований на кладовищі Пер-Лашез у Парижі. 

## Гаше та Ван Гог
Вінсент Ван Гог страждав на психічний розлад і був відправлений 8 травня 1889 року в лікарню Сен-Поль у Сен-Ремі-де-Прованс. Потім він був звільнений з притулку в травні 1890 року. Проте потрібно було продовження лікування, яке включало перебування Ван Гога під наглядом. Брат Вінсента, Тео ван Гог, вважав, що досвід та чутливість Гаше до художників зробить його ідеальним лікарем для Вінсента під час його одужання. Однак дуже скоро після того, як він почав бачити Гаше, Вінсент почав сумніватися в корисності лікаря. Вінсент описав Гаше так: «Я думаю, що він хворіший, ніж я, або скажемо стільки ж». Однак через деякий час зустрічі з Гаше думка Ван Гога про нього покращилася. Ван Гог знайшов у ньому друга; він згадує, що він був не лише музою, а й доглядачем. «Вінсент по черзі писав про лікаря: „Я знайшов у ньому цілісного друга, навіть щось на зразок нового брата, ... “».
Протягом багатьох років Гаше звинувачували у самогубстві Ван Гога після десяти тижнів консультацій. Однак Ван Гог або не міг, або не хотів виконувати поради свого лікаря щодо відмови від алкоголю та куріння. За словами Арнольда, «для будь-якого лікаря того часу не було багато іншого, що могло б змінити перебіг хвороби Вінсента», і він узагальнює медичне лікування, яке Ван Гог отримував від своїх різних лікарів, таким чином: «Загальна оцінка скоріше така, що вони зробили так само добре, як очікували, із незнайомою хворобою та важким пацієнтом».

## Предмет у мистецтві
Гаше дружив і лікував Піссарро, Ренуара, Мане, Сезанна та Генотта, та інших. Він зібрав одну з найбільших колекцій мистецтв імпресіонізму в Європі до смерті в 1909 році. Гаше, його дружина та його будинок були предметами декількох творів мистецтва відомих художників, серед яких:
- «Портрет доктора Гаше» картина Вінсента ван Гога (1890), перша версія
- «Портрет доктора Гаше» картина Вінсента ван Гога (1890), друга версія[4]
- «Доктор Гаше» офорт Вінсента ван Гога (1890)
- «Поль Гаше» Шарля Леандра (близько 1887)
- «Поль Гаше» Амбруаз Детрез (1850—1852)
- «Поль Гаше» картина Норберта Генотта (1891), Музей д'Орсе, Париж
- «Поль Гаше» Еміля Бернарда (1926 посмертно) Музей д'Орсе
- «Будинок доктора Гаше в Овері» Поль Сезанн (1872—1873) Музей д'Орсе

## У популярній культурі
«Доктор Гаше», пісня, яку Род Макдональд написав і заспівав у 1997 році, розповідає історію картини та зазначає, що «картина, яку Ван Гог не міг продати / стала занадто цінною / для того, щоб хтось колись побачив її знову».
Матьє Амалрік грає Гаше у фільмі Джуліана Шнабеля «У воротах вічності», де зображений Ван Гог (Віллем Дефо), що малює портрет Гаше в одній сцені.
Джером Флінн виконує роль Гаше у фільмі 2017 року «Любити Вінсента» (відомий тим, що він повністю анімований за допомогою олійних картин у стилі ван Гога), у сцені, де він обговорює власну роль у останні дні Вінсента.